# Изюбър
Изюбърът (Cervus canadensis xanthopygus) е подвид вапити, едър бозайник от семейство Еленови (Cervidae).

## Разпространение
Този вид елен се среща в Югоизточен Сибир (на изток от езерото Байкал), Североизточна Монголия, Манджурия, Северна Корея и североизточен Китай.